# 불량탐정 : 리로드
《불량탐정 : 리로드》는 2019년에 제작된 대한민국의 성인 영화다.